# Muzeum Uniwersytetu Medycznego w Łodzi
Muzeum Uniwersytetu Medycznego – dawne Muzeum Polskiej Wojskowej Służby Zdrowia (w skrócie MuzeUM Polskiej Wojskowej Służby Zdrowia lub MuzeUM, inna nazwa – Muzeum Historii Medycyny UM) – muzeum w Łodzi poświęcone historii medycyny i Polskiej Wojskowej Służby Zdrowia oraz polskiego szkolnictwa wojskowo-medycznego. Funkcjonuje przy Zakładzie Historii Nauk i Medycyny Wojskowej Uniwersytetu Medycznego w Łodzi.
Muzeum zostało otwarte 22 stycznia 1972 roku. Jest jedynym w Polsce muzeum gromadzącym, oprócz eksponatów związanych z medycyną cywilną, również zbiory dotyczące historii wojskowej służby zdrowia. Ekspozycja mieści się na ok. 800 m². Muzeum znajduje się przy ul. gen. Lucjana Żeligowskiego 7/9 (róg al. 1 Maja), na drugim piętrze kamienicy, która w II Rzeczypospolitej mieściła Koszary im. Józefa Piłsudskiego 28 Pułku Strzelców Kaniowskich.
Kustoszem Muzeum jest kierownik Zakładu Historii Nauk i Medycyny Wojskowej UM w Łodzi dr hab. n. med. prof. nadzw. Czesław Jeśman. Muzeum współpracuje ze studentami Wydziału Wojskowo-Lekarskiego, którzy jako wolontariusze oprowadzają zwiedzających.

## Historia Muzeum
Historia muzealnictwa wojskowo-medycznego w Polsce sięga 1925 roku, kiedy z inicjatywy prof. dr Stanisława Konopki powstało muzeum przy Oficerskiej Szkole Sanitarnej w Warszawie. Muzeum, mieszczące się w Zamku Ujazdowskim, objęło eksponaty zebrane wcześniej przez płk. dr. med. L. Zembrzuskiego. Zostało zniszczone przez niemieckich okupantów po Powstaniu warszawskim w sierpniu 1944 roku.
Gdy po II wojnie światowej zrealizowano przedwojenny plan utworzenia w Łodzi wyższego szkolnictwa wojskowo-medycznego, powołując Wojskową Akademię Medyczną, zaczęto dyskutować o utworzeniu nowego muzeum historii polskiej wojskowej służby zdrowia. Pamiątki z nią związane znajdowały się w prywatnych zbiorach zarówno w Polsce, jak i wśród polskich emigrantów. Jedną z jednostek naukowych Wojskowej Akademii Medycznej była Katedra Historii Medycyny, która w 1968 roku z okazji dziesięciolecia WAM zorganizowała wystawę osiągnięć uczelni i pamiątek związanych z historią wojskowej służby zdrowia i szkolnictwa wojskowo-medycznego w Polsce. Urządzenie wystawy poprzedziła kilkuletnia żmudna praca wieloosobowej komisji kierowanej przez płk prof. dr hab. n. med. Jana Chomiczewskiego, lekarza przedwojennego Wojska Polskiego i podczas okupacji Kedywu. Organizatorzy i darczyńcy pamiątek zdecydowali o przedłużeniu wystawy, a w końcu – o utworzeniu stałego muzeum. Po uroczystościach 10-lecia WAM zbiory wystawy przeniesiono do innej sali także przy ul. Źródłowej, gdzie funkcjonowała ona do 1972 roku pod kierownictwem płk. dr. hab. Stefana Wojtkowiaka jako sala tradycji WAM.
Następnie eksponaty trafiły do gmachu przy ul. Żeligowskiego, do muzeum tworzonego przez ówczesnego zastępcę a później komendanta WAM płk prof. dr hab. n. med. Tadeusza Brzezińskiego, późniejszego rektora Pomorskiej Akademii Medycznej w Szczecinie. Formę architektoniczną i układ ekspozycji zaprojektował zespół Państwowej Wyższej Szkoły Sztuk Plastycznych (obecnej Akademii Sztuk Pięknych im. Władysława Strzemińskiego) w Łodzi pod kierunkiem jej ówczesnego rektora prof. dr. Zdzisława Głowackiego.
Uroczystego otwarcia Muzeum, któremu nadano nazwę Muzeum Polskiej Wojskowej Służby Zdrowia, z kilkakrotnie powiększoną ekspozycją, dokonał 22 stycznia 1972 roku komendant – rektor WAM gen. bryg. prof. dr med. Wiesław Łasiński. W otwarciu, poprzedzonym posiedzeniem Oddziału Łódzkiego Polskiego Towarzystwa Historii Medycyny, uczestniczyli przedstawiciele władz miejskich, łódzkich wyższych uczelni, weteranów II wojny światowej oraz kadra i słuchacze Akademii.
Po fuzji Wojskowej Akademii Medycznej z cywilną Akademią Medyczną w 2002 roku zmieniono nazwę na Muzeum Uniwersytetu Medycznego. Muzeum działa obecnie w ramach Zakładu Historii Nauk i Medycyny Wojskowej Katedry Historii Medycyny Uniwersytetu Medycznego w Łodzi. W grudniu 2008 roku grupa studentów Wydziału Wojskowo-Lekarskiego stworzyła wolontariat, który umożliwił otwarcie Muzeum dla wszystkich zwiedzających w każdą sobotę. Inauguracji nowej działalności dokonano 13 grudnia 2008 roku. Muzeum jest, przy współpracy ze Stowarzyszeniem Historycznym "Strzelcy Kaniowscy", współorganizatorem muzealno-rekonstrukcyjnych imprez – Nocy Muzeów i święta 28 pułku Strzelców Kaniowskich w dniu Święta Niepodległości. Planowana jest również wspólna organizacja święta Wojskowej Służby Zdrowia.

## Ekspozycja

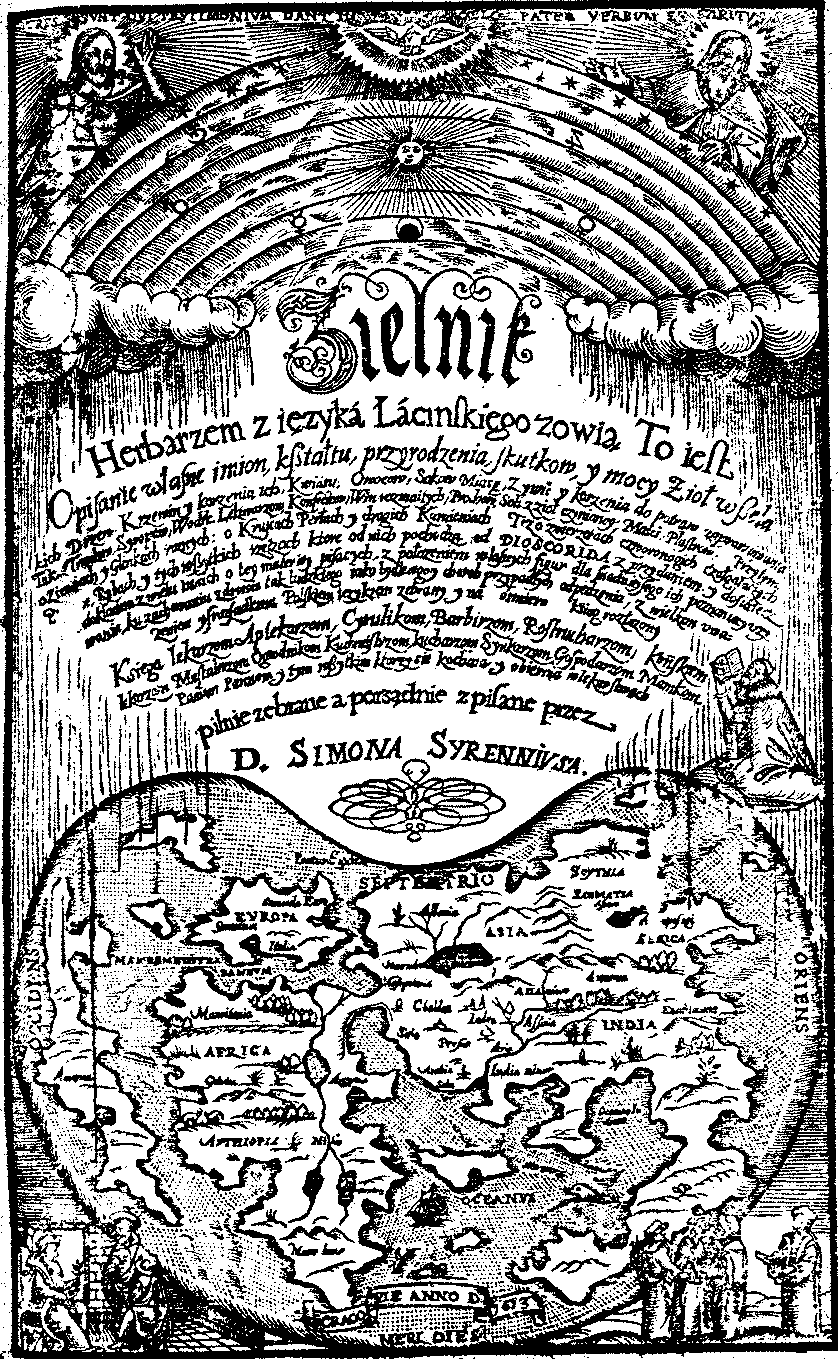
Karta tytułowa Zielnika Szymona Syreńskiego (Syreniusza)

W Muzeum zgromadzono eksponaty związane z medycyną od najdawniejszych czasów, cenne starodruki i dokumenty (w tym dzieło Paracelsusa, Zielnik Szymona Syreńskiego (Syreniusza) wydrukowany w języku polskim w 1612 roku, podręczniki chirurgii polowej Ludwika Perzyny czy zaświadczenie napisane przez Roberta Kocha), obraz Wojciecha Kossaka, stare narzędzia i sprzęty lekarskie, pamiątki związane z historią polskiej wojskowej służby zdrowia od Legionów Piłsudskiego przez II Rzeczpospolitą, Powstanie warszawskie, PRL po czasy współczesne, mundury lekarzy wojskowych od czasów napoleońskich po misję w Iraku czy dioramy przedstawiające leczenie rannych żołnierzy na polach bitew na przestrzeni ostatnich dwóch wieków. MuzeUM prezentuje również historię polskiego wyższego szkolnictwa wojskowo-medycznego od Centrum Wyszkolenia Sanitarnego przez Wojskową Akademię Medyczną po Wydział Wojskowo-Lekarski Uniwersytetu Medycznego w Łodzi.

## Godziny otwarcia
sobota (poza dniami wolnymi na Uniwersytecie Medycznym w Łodzi) 14 – 18
Zwiedzających oprowadzają wolontariusze – studenci Wydziału Wojskowo-Lekarskiego. Wstęp do Muzeum jest wolny.